# Český zahrádkářský svaz

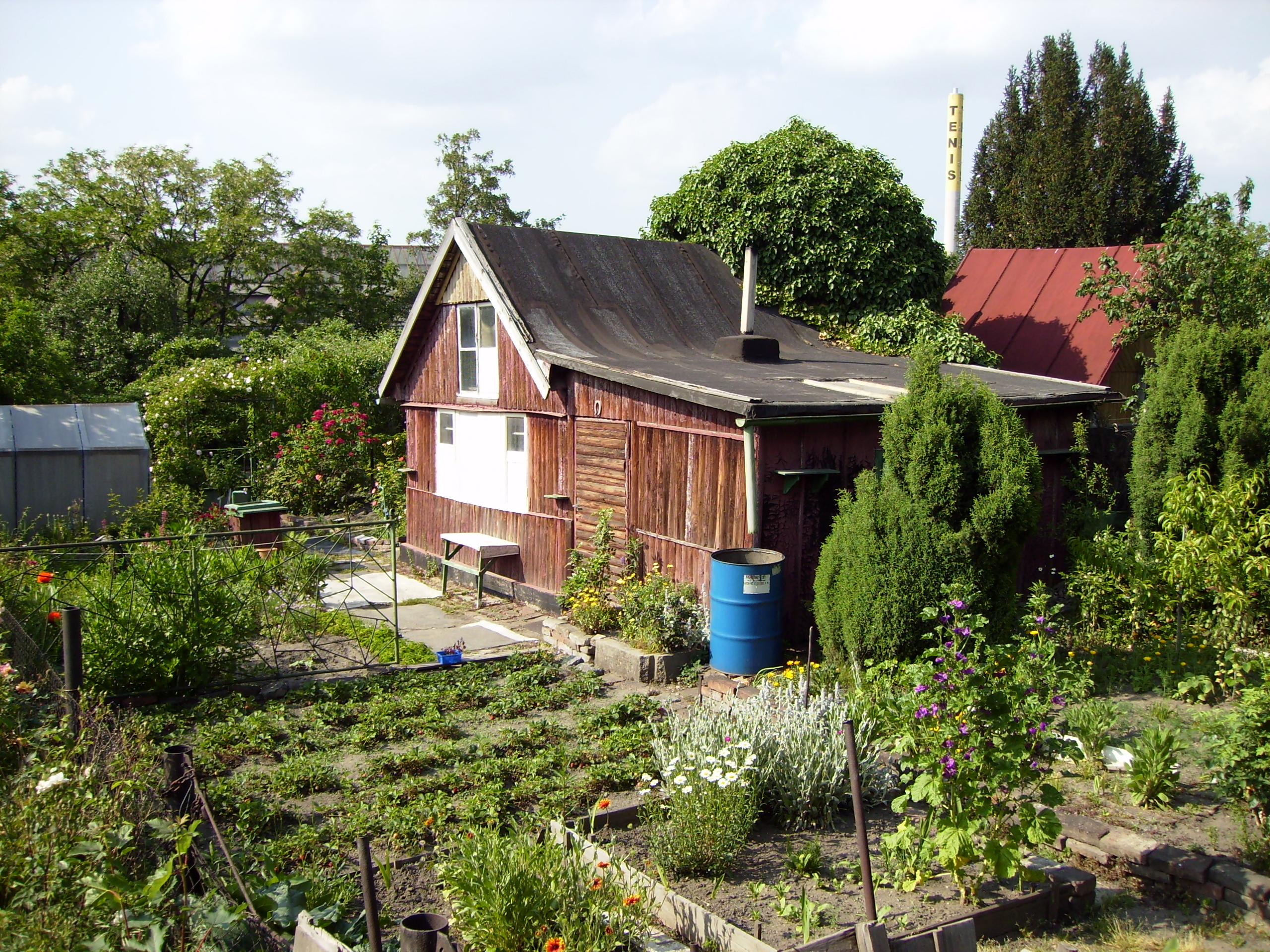
Chatička v zahrádkářské kolonii na Krejcárku v Praze 8

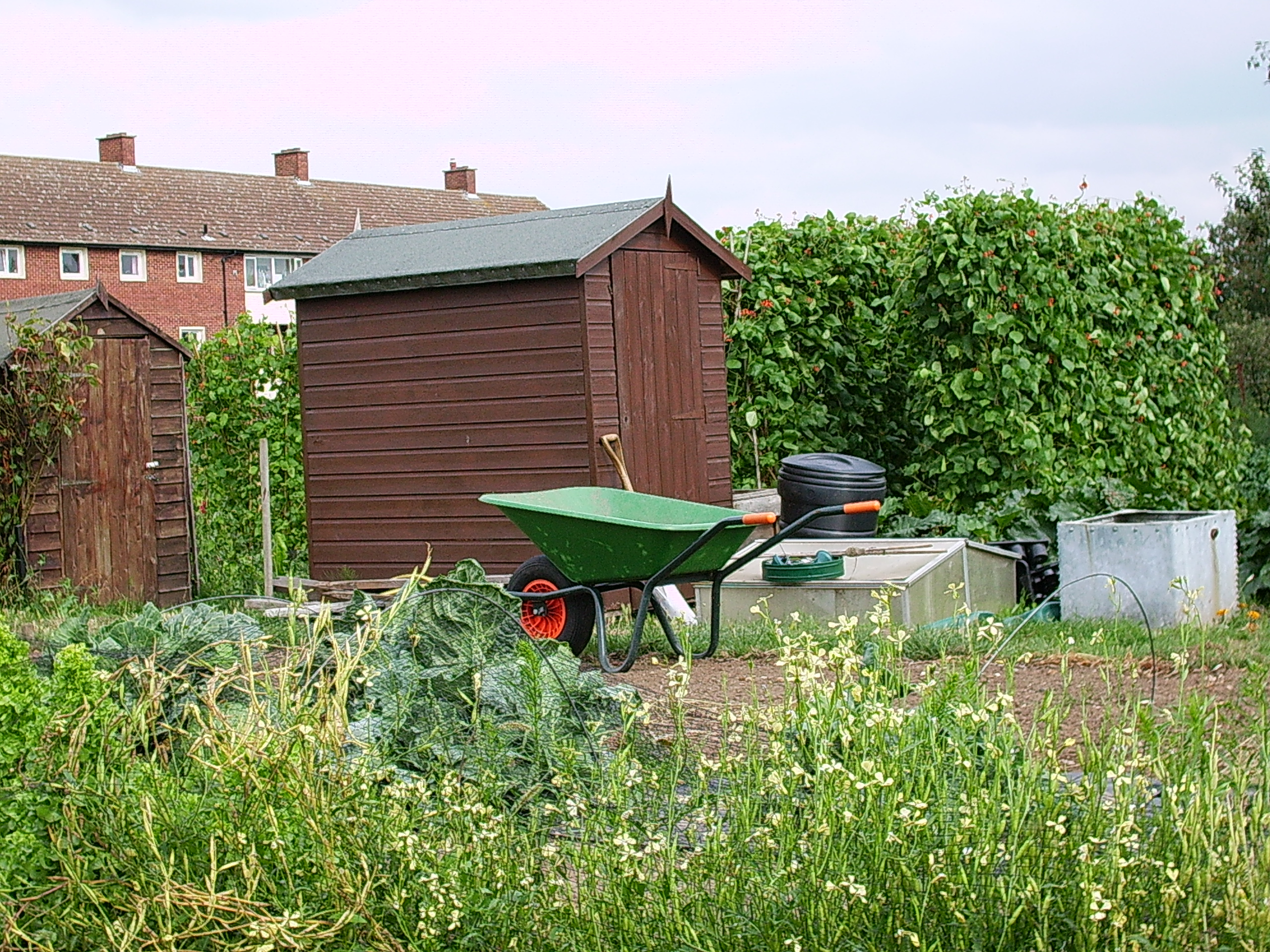
Zahrádkaření

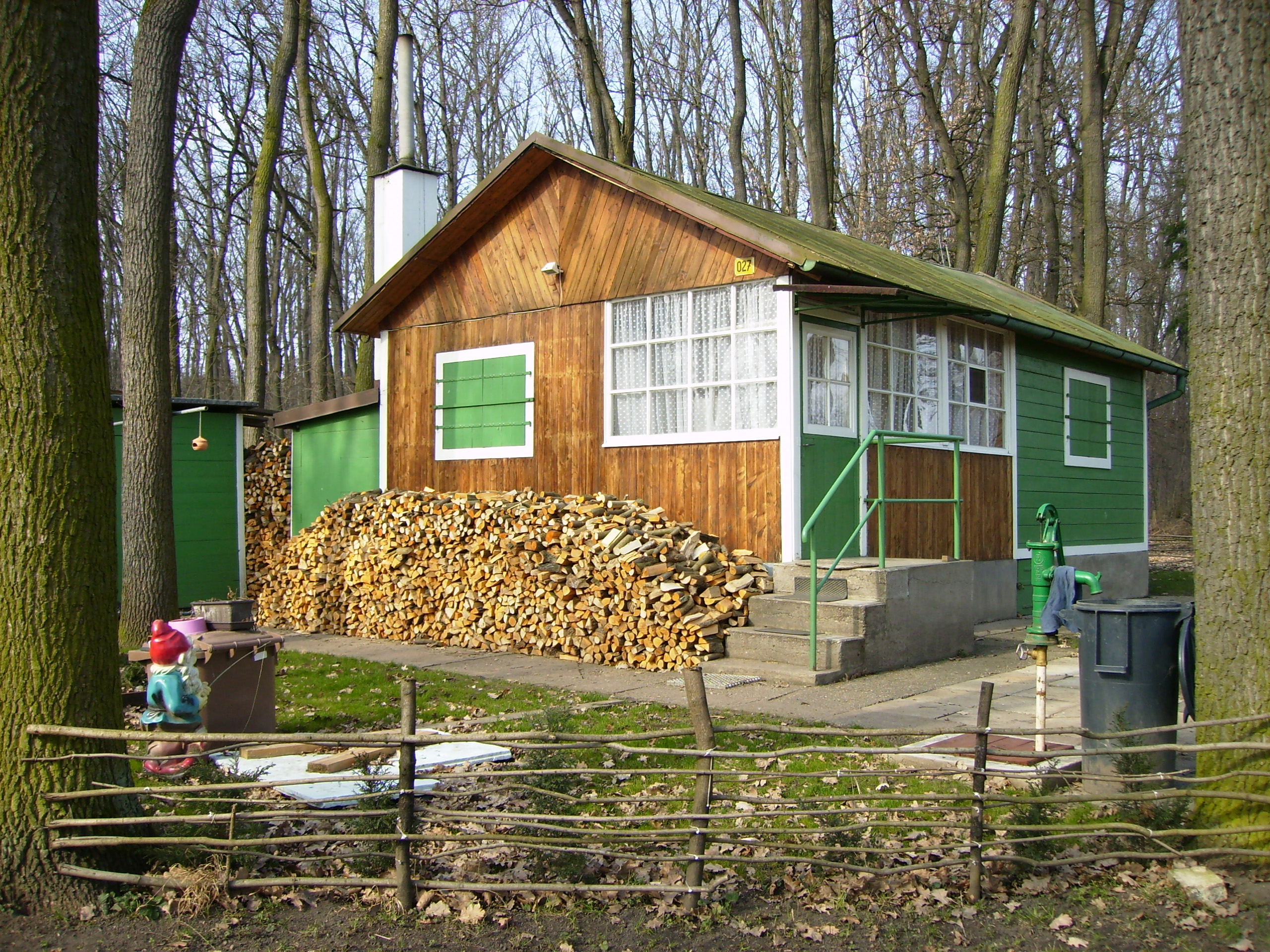
Chata se zahrádkou v přírodní rezervaci Hrbáčkovy tůně u Přerova nad Labem

Český zahrádkářský svaz, z.s. (ČZS) je zapsaný spolek majitelů a nájemců zahrádek a přátel způsobu trávení volného času nazývaného zahrádkaření. Je veden ve veřejném rejstříku u Městského soudu v Praze zn. L 1147.

## Historie
ČOZS i ČZS navázaly na činnost prvorepublikových svazů a na zahradnickou a zahrádkářskou tradici sahající až téměř do středověku. Od konce 19. století byly zakládány různé místní a oblastní okrašlovací spolky a spolky přátel přírody, v jejichž rámci působili často i zahrádkáři. Za druhé světové války byla podobná lokální spolková činnost omezována a na pokyn (protektorátního) ministerstva zemědělství byly některé stávající spolky zrušeny či sloučeny do jednotného Svazu zahrádkářů. V padesátých letech nejprve vznikaly regionální organizace (například na Plzeňsku Jednota zahrádkářů).
V roce 1957 dne 29. září na 1. ustavujícím sjezdu vznikl Československý svaz zahrádkářů a ovocnářů (ČSSZO), předsedou byl zvolen František Machala jako typická monopolní zájmová socialistická organizace, do níž byla začleněna dosavadní místní, regionální i oborová sdružení. Byl do něj donucen vstoupit například i Svaz českých kaktusářů. Na druhém sjezdu 8. dubna 1961 dochází ke změně názvu na Československý ovocnářský a zahrádkářský svaz (ČSOZS) a předsedou byl zvolen Václav Kovanda. V té době měl Svaz přes 3000 organizací s více než 215 tisící členy. V roce 1968 se vydavatelem časopisu Rádce stává ČSOZS, ten však ke konci roku zaniká a Svaz začíná vydávat časopis Zahrádkář jako měsíčník v nákladu 120 tis. a druhý časopis Krása zahrady jako čtvrtletník. Na 4. sjezdu se v souvislosti s federalizací mění Svaz na Český ovocnářský a zahrádkářský svaz, kdy předsedou zůstal Václav Kovanda. Na 5. sjezdu byl zvolen předsedou Vlastimil Ježek, Svaz měl (po oddělení slovenského Svazu) 294 272 členů v 3312 základních organizacích. K poslední změně názvu dochází na 6. sjezdu 24. 11. 1979 na nynější Český zahrádkářský svaz, který nadále vydává časopis Zahrádkář. Roku 1979 Český zahrádkářský svaz byl začleněn pod působnost ministerstva zemědělství. ČZS v době své největší slávy koncem 80. let měl přes 400 tis. členů a pokud k tomu připočteme rodinné příslušníky, tak Svaz ovlivňoval přímo nejméně jednu desetinu obyvatel v ČR, proto se o nás i v Evropě traduje, že jsme národ zahrádkářů.
Pod Českým zahrádkářským svazem pracovala od 80. let 20. století až do r. 1990 skupina "Přátelé přírodní výživy". Sdružovala odborníky i laiky, kteří se zajímali o ozdravění jídelníčků spoluobčanů a o vliv stravy na zdraví člověka. Z  členů skupiny vyrostla po r. 1989 řada profesních propagátorů zdravé výživy a zdravého životního stylu, autorů a vydavatelů knížek o zdravé výživě, výrobců, prodejců a dovozců potravin zdravé výživy a řada aktivistů. Významně přispěli k ozdravění českého obyvatelstva a mnozí působí dodnes.   
Po roce 1989 bylo zahrádkaření ovlivněno restitucemi, politickými změnami i změnami životního stylu a společenské struktury, ale Český zahrádkářský svaz jako jednotná celostátní organizace přetrvává a působí i nadále.

## Organizační struktura
Svaz sdružuje téměř 125 000 členů ve 2300 základních a 14 specializovaných organizacích (r. 2023), což z něj vytváří největší nepolitické seskupení v Česku.
Český zahrádkářský svaz byl členem Evropské unie zahrádkářů (Evropské ligy zahrádkářů), kde je sdruženo 14 národních svazů se třemi a půl miliony členů.
V březnu 1974 byla ve Velkých Losinách zřízena Ústřední zahrádkářská akademie (ÚZA), její činnost byl v současnosti zastavena a nahrazena odbornými školeními v regionálních střediscích.
Za účelem uchování písemných dokumentů o činnosti ČZS bylo v roce 1999 v Hradci Králové založeno Zahrádkářské muzeum.

## Hlavní cíle a problémy

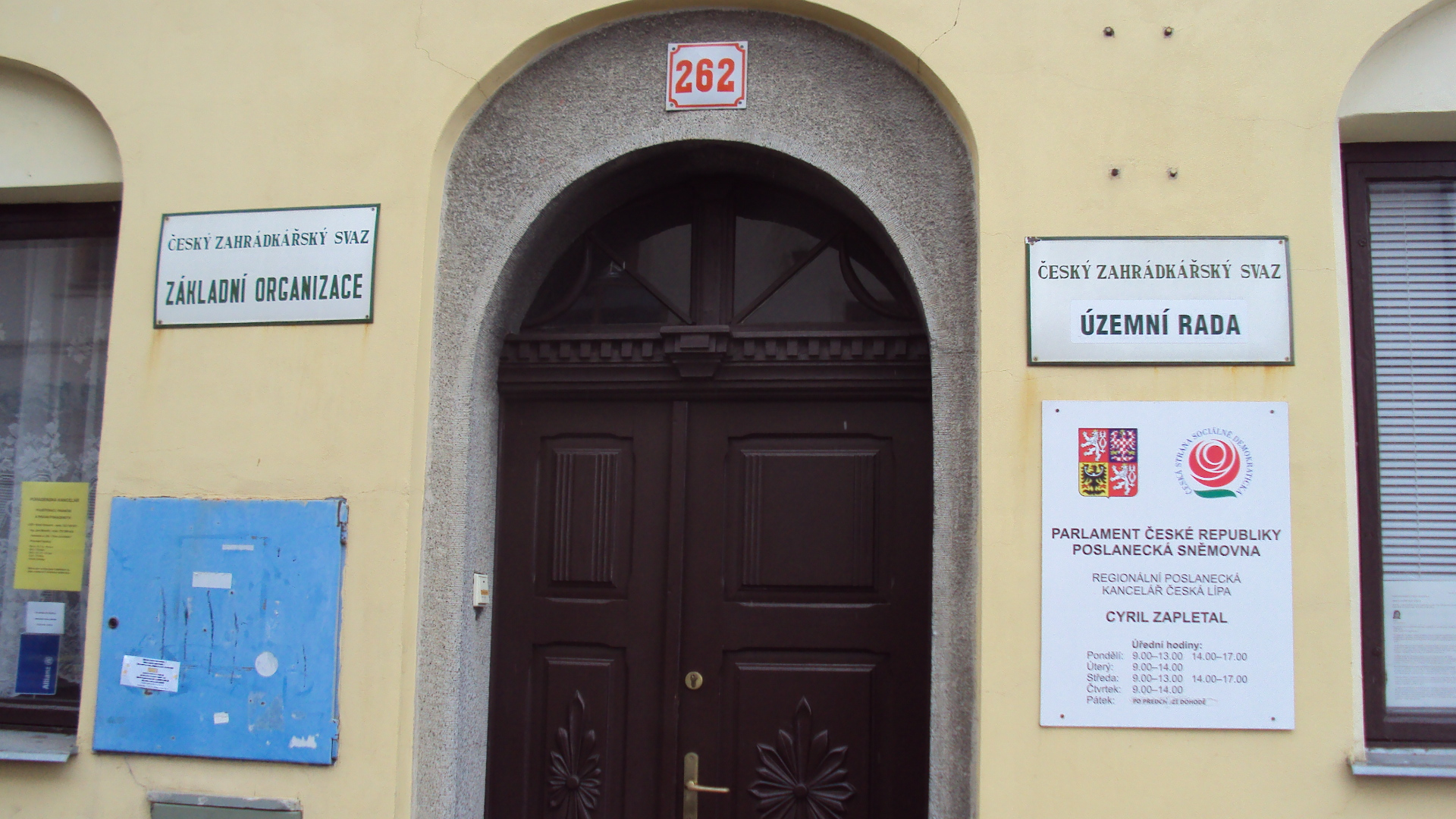
Oblastní kancelář v České Lípě, ul.Jindřicha z Lipé

Cílem existence tohoto sdružení je hájit zájmy jeho členů, vytvářet podmínky pro zahrádkaření a smysluplné využití volného času. Členům také zajišťuje poradenský servis, podílí se na vzdělávání, pořádá přednášky, výstavy a mnohé další.
Mezi problémy ČZS patří zejména stárnoucí členská základna a tlaky měst, obcí i soukromých vlastníků na přeměnu zahrádek na pozemky s jiným využitím.
Velkým problémem, se kterým se ČZS potýká je fakt, že organizace vznikla před více než padesáti lety a do tržní atmosféry došla bez větších změn v organizační struktuře. I proto v současnosti klesá počet členů a svaz nemá respekt orgánů státní správy, ani samotných zahrádkářů. Sama činnost, převládající na zahradách, se posunula od pěstování nedostatkového ovoce a zeleniny k rekreačnímu využití. Dříve se zahrady využívaly do posledního centimetru jako plantáže jahod, cibule, mrkve, apod. Dnes, kdy obchody nabízejí toto zboží celoročně, se více zahrádkářů věnuje trávníkům, ozdobným keřům a tropickým dřevinám, květinám. Ale po tomto úpadku pěstitelské činnosti musí zákonitě nastat obrat zpět, protože si každý uvědomuje chuťový a kvalitativní rozdíl mezi dováženým ovocem a vlastními výpěstky. A právě v tom spatřujeme význam ČZS do budoucnosti - poradit a naučit zahrádkáře pěstovat a pečovat o plodiny.

## Práce s mládeží
Při RR ČZS (Republiková rada Českého zahrádkářského svazu) byla vytvořena devítičlenná Komise pro práci s mládeží. Jejími členy jsou někteří zástupci Územních sdružení. Organizují např. Národní kolo mladých zahrádkářů, což je vyvrcholení soutěže určené pro žáky 4.-9.tříd, kroužků Mladých zahrádkářů a Mladých přírodovědců. Počátky soutěže se datují rokem 1981.